# Miguel Lamas
Miguel Lamas (Barcelona, 1860-Ibídem; 1932) fue un primer actor y director cómico español con una vasta incursión en Argentina.

## Carrera
Miguel Lamas fue uno de los más aplaudido de los actores cómicos de género chico español, que durante cuarenta años de escena hizo reír a muchos públicos con gracia inimitable, el popular "Fray Canuto" de Las corsarias. Con esa obra, en la cual compartió cartel con la bataclana y cancionista Perlita Greco, con música de Francisco Alonso, superó en Buenos Aires las tres mil representaciones. 
Primer actor cómico de larga actuación en Argentina, consignado por la crítica teatral porteña en 1924. En 1886 debutó en Barcelona con Los mosqueteros grises, en el ya inexistente Teatro Gayarse, con la Compañía de José Bosch. Actuó en todos los teatros españoles y en América. Entre sus mejores éxitos se cuenta la comedia La casa de Quirós.
En 1918 trabaja en el Teatro Nuevo de Buenos Aires, Argentina donde tiene lugar por la noche un programa extraordinario en honor y a beneficio de la cancionista Pepita Avellaneda. Concursan, entre otros, las señoritas Rosario Pacheco, Teresita Zazá y “La Malagüeñita”; y los señores Carlos Gardel, José Razzano y Rogelio Juárez.
En 1921 viene a la Argentina, junto a su hija la actriz y vedette Carmen Lamas para hacer una temporada. En 1922 trabajó en el Terceto de las ratas de La Gran Vía, interpretado junto a  Gabriela Besanzoni, Rosita Rodrigo, Taurino Parvis e Ignacio León.
En 1927 regresa a Buenos Aires en un estado de salud delicado, a los sesenta y siete años y apoyado en sus muletas tras haberle sido amputada una pierna debido a  una grave enfermedad. La antigua Revista Atlántida contó su mal momento bajo el título "La tragedia del hombre que siempre hizo reír...". Durante esta entrevista a Atlántida dijo al respecto: «Ya no soy más que el rengo Lamas. Un rengo más...». Durante una función que realizaba en el Teatro Cómico, de Barcelona, su ciudad natal, sintió un pequeño dolor en la pierna izquierda. No se preocupó mayormente, pero al día siguiente no logró abandonar la cama, donde estuvo cinco meses padeciendo lo indecible. Un médico al que visitó hizo que su dolencia, al no tratarla como debiera, se reagravara. Ante dicho cuadro decidieron cortarle la pierna a la altura del muslo. «Fui a España sano y volví así», confesó en un estado de profundo dolor y amargura.